# Alfred Paul Zeller
Alfred Paul Zeller (* 2. April 1931 in Waldshut; † 16. Dezember 2006 in Saarbrücken) war ein deutscher Publizist und Übersetzer.
Er studierte in München Philologie und begann 1956 als Lektor für den Droemer-Knaur-Verlag zu arbeiten. Neben lexikographischen Werken (Knaurs Lexikon von A–Z, München 1956) war er an der Herausgabe zahlreicher kunst- und kulturgeschichtlicher Werke, besonders aus dem Französischen, beteiligt. In den 1960er Jahren trug er damit wesentlich zur Verbreitung zeitgenössischer Kunst in Deutschland bei. Unter den Übersetzungen aus dem Englischen sind besonders die Pater-Brown-Geschichten von Gilbert Keith Chesterton zu nennen.
In den 1970er Jahren war er als Chefredakteur des Stuttgarter Wissen-Verlags für die Edition mehrerer enzyklopädischer Sammelwerke (Wissen, Enzyklopädie 2000, Briefmarken, Moderne Familie) verantwortlich. Zeller verfasste eine Vielzahl von Sachbüchern unterschiedlichster Wissensgebiete, vom Kochbuch bis zum Gesundheitsratgeber.